# 서울특별시의 기후
서울특별시의 기후는 건조한 겨울과 함께 냉대 동계 소우 기후를 특징으로 하며, 쾨펜의 기후 구분에서는 "Dwa"라고 부른다. 서울은 사계절이 뚜렷한 온대기후로 분류되지만, 여름의 가장 더운 때와 겨울의 가장 추운 때의 온도차가 극심하다. 여름에는 북태평양 고기압의 영향으로 덥고 습한 날씨가 나타나며, 기온이 35°C(95 °F)까지 치솟기도 한다. 겨울에는 시베리아 고기압의 영향을 받아 서풍이 불며, 한파가 몰아칠 때는 기온이 영하 20도(-4도)까지 떨어진다. 혹독하게 추운 날은 상승 및 하강 기압 의해 조절돼, 3일 주기로 오는 경향을 보인다. 서울의 가장 쾌적한 계절은 푸른 하늘과 편안한 기온이 전형적인 봄과 가을이다. 동아시아 계절풍의 영향으로, 대부분의 강수량은 6월에서 9월 사이의 기간에 집중된다.

## 요약
서울은 대한민국의 수도이며, 북쪽으로는 북한산, 도봉산, 북악산, 인왕산, 안산이 있고, 북동쪽으로는 수락산, 불암산이 있다. 서울의 동쪽에는 아차산이 있고, 남쪽에는 삼성산과 청계산이 있으며, 중앙에는 남산이 있다. 서울의 서쪽은 인천에서 시작하는 해안 평야의 연장이며 동쪽으로 갈수록 고도가 점차 높아진다. 서울의 최저 고도는 약 10m이고, 인구 밀집 지역의 고도는 약 15~60m이다. 한강은 서울의 중심부 동쪽에서 서쪽으로 흐르고 한강의 지류인 중랑천·청계천·홍제천·불광천·탄천·안양천·양재천 등이 서울 전역에 분포한다.
연평균 기온은 12.8°C이다. 가장 추운 달은 평균기온이 -1.9°C인 1월이고, 가장 더운 달은 26.1°C의 8월이며, 연평균 기온차가 28.0°C로 매우 큰 편이다.
연평균 강수량은 1417.9mm로 1월 강수량이 16.8mm로 가장 적으며, 7월 강수량이 414.4mm로 가장 많다. 여름철(6월, 7월, 8월) 강수량의 합은 892.1mm로 연간 강수량의 약 63%를 차지하고 있으며, 전체 강수량 중 여름철 강수량의 비율이 매우 높다. 반면 겨울철(12월, 1월, 2월) 총 강수량은 67.6mm로 연간 강수량의 약 5% 수준이다.
연평균 풍속은 2.3m/s이며, 월평균 풍속은 9월 1.9m/s로 가장 낮다. 3월과 4월에 2.7m/s로 가장 높다.
연평균 상대습도는 61.8%로 2~3월 54.6%에 가장 낮고 7월 76.2%로 가장 높게 나타난다. 여름철 평균 상대습도는 71.8%, 봄·겨울 상대습도는 56.3%로 비교적 건조한 편이다.
계절별 평균 관측치의 경우, 첫 서리 10월 28일, 첫 영하 11월 3일, 첫 눈의 경우 11월 20일이다.

## 요인
서울은 여름에는 덥고 습한 기후이며, 겨울에는 춥고 건조한 날씨를 보인다. 봄과 가을은 바람이 많이 불지만 그 기간이 짧다. 해당 시기가 서울을 방문하기에 가장 좋은 시기이다.
- 시베리아 강풍은 평균 기온을 섭씨 0도에서 -10도로 떨어뜨리며, 산발적인 강설과 함께 서리가 내린다.[5][6]

- 황사는 봄철에 한국을 포함한 동아시아의 많은 지역에 산발적으로 영향을 미치는 계절적 기상 현상이다. 황사는 일종의 먼지 폭풍으로 농작물, 서식지을 파괴하며, 독성 금속이 야생동물의 번식을 방해하기도 한다.[7]

- 동아시아 계절풍은 6월 말부터 7월 말까지 짧은 장마 기간 동안 많은 강수량을 가져온다.

- 태풍은 주로 7월부터 9월 중 매년 한 번 정도 발생한다. 태풍이 한국 근처를 지나가거나 한국 상공으로 이동하며 많은 소나기를 유발한다.[7]

## 계절별 기후
서울은 계절별 기후 특성이 극명하게 갈리며, 봄, 여름, 가을, 겨울의 사계절이 있다. 장마철과 태풍은 여름에 발생한다.

### 겨울
서울의 겨울은 시베리아 기단(아시아 고기압)의 영향을 받아 춥고 건조한 북서풍이 분다. 시베리아 고기압의 영향으로, 서울의 겨울 기온은 동일한 위도의 다른 곳보다 훨씬 더 춥다. 약 4~6일 간격으로 저기압이 한국을 통과하여 흐리고 강수량이 적은 날씨가 나타난다. 강수량은 주로 관측소의 고도와 황해 상공의 대기 시간에 따라 달라진다. 최대 적설량은 북서풍에 가장 많이 노출된 북서쪽 해안과 산악 지역에서 발생한다. 보통 겨울 동안 연간 강수량의 10% 미만이 내린다. 한반도의 남서쪽 지역을 제외하고는 날씨가 구름 한 점 없이 맑고 건조한 경우가 많으며, 서울의 1월 평균 기온은 -2.4 °C이다. 1월은 서울에서 가장 추운 달로, 기온이 가장 낮은 경우가 많으며, 항상 영하 10°C(14 °F)정도의 기온을 보이며, 때로는 영하 15°C(5 °F) 이하로 떨어진다.

### 여름
동아시아 계절풍과 바다의 이동하는 따뜻하고 습기가 가득한 공기가 북쪽의 더 건조한 공기와 충돌한다. 이 전선들은 여름 동안 한국 전역에서 앞뒤로 진동한다. 내륙의 고지대는 공기의 흐름을 방해해 전선을 서쪽/남서쪽 방향으로 몰아간다. 연강수량의 대부분은 6월 말에서 9월 중순 사이에 내리며, 6월 중순까지 한반도 전체에 걸쳐 비가 내린다. 서울은 겨울(12~3월)에 약 126mm의 강수량을 보이는 것에 반해 7월 한 달동안 약 383mm의 강수량을 보인다.
뇌우는 여름 중 한 달에 2일에서 5일 정도 발생한다. 서울의 습도가 높고, 구름이 없는 날에 습기 찬 공기와 차가운 기단이 마주쳐 안개가 발생하는 것이다. 태풍의 7월부터 9월 중 한 번 정도 발생한다. 태풍의 눈이 한국에 매우 가깝게 지나가거나 한국 상공으로 이동하며, 많은 소나기를 유발한다. 강한 바람은 보통 섬과 해안 지역에 국한되며, 바람이 문제가 되지 않더라도 많은 강우량이 홍수를 일으킬 위험이 있다. 8월 서울의 평균 기온은 25.7 °C이다.

### 가을
10월은 여름의 장마철과 춥고 건조한 겨울 사이의 전환기이다. 10월의 날씨는 아시아의 한랭 전선 시스템에 영향을 받는다. 평균적으로, 한 달 동안 일주일에 한 번 한랭 전선이 통과한다. 이는 약한 비를 가져오며, 뒤이어 3~4일동안 대체로 맑은 하늘이 유지된다. 이 기간 동안 안개가 형성될 가능성이 있으며, 특히 강과 저지대에서 많이 발생한다.

## 통계
| 서울특별시 (서울기상관측소, 종로구 송월동)의 기후       | 서울특별시 (서울기상관측소, 종로구 송월동)의 기후 | 서울특별시 (서울기상관측소, 종로구 송월동)의 기후 | 서울특별시 (서울기상관측소, 종로구 송월동)의 기후 | 서울특별시 (서울기상관측소, 종로구 송월동)의 기후 | 서울특별시 (서울기상관측소, 종로구 송월동)의 기후 | 서울특별시 (서울기상관측소, 종로구 송월동)의 기후 | 서울특별시 (서울기상관측소, 종로구 송월동)의 기후 | 서울특별시 (서울기상관측소, 종로구 송월동)의 기후 | 서울특별시 (서울기상관측소, 종로구 송월동)의 기후 | 서울특별시 (서울기상관측소, 종로구 송월동)의 기후 | 서울특별시 (서울기상관측소, 종로구 송월동)의 기후 | 서울특별시 (서울기상관측소, 종로구 송월동)의 기후 | 서울특별시 (서울기상관측소, 종로구 송월동)의 기후 |
| 월                                                      | 1월                                               | 2월                                               | 3월                                               | 4월                                               | 5월                                               | 6월                                               | 7월                                               | 8월                                               | 9월                                               | 10월                                              | 11월                                              | 12월                                              | 연간                                              |
| ------------------------------------------------------- | ------------------------------------------------- | ------------------------------------------------- | ------------------------------------------------- | ------------------------------------------------- | ------------------------------------------------- | ------------------------------------------------- | ------------------------------------------------- | ------------------------------------------------- | ------------------------------------------------- | ------------------------------------------------- | ------------------------------------------------- | ------------------------------------------------- | ------------------------------------------------- |
| 역대 최고 기온 °C (°F)                                  | 14.4 (57.9)                                       | 18.7 (65.7)                                       | 25.1 (77.2)                                       | 29.8 (85.6)                                       | 34.4 (93.9)                                       | 37.2 (99.0)                                       | 38.4 (101.1)                                      | 39.6 (103.3)                                      | 35.1 (95.2)                                       | 30.1 (86.2)                                       | 25.9 (78.6)                                       | 17.7 (63.9)                                       | 39.6 (103.3)                                      |
| 일평균 최고 기온 °C (°F)                                | 2.1 (35.8)                                        | 5.1 (41.2)                                        | 11.0 (51.8)                                       | 17.9 (64.2)                                       | 23.6 (74.5)                                       | 27.6 (81.7)                                       | 29.0 (84.2)                                       | 30.0 (86.0)                                       | 26.2 (79.2)                                       | 20.2 (68.4)                                       | 11.9 (53.4)                                       | 4.2 (39.6)                                        | 17.4 (63.3)                                       |
| 일일 평균 기온 °C (°F)                                  | −2.0 (28.4)                                       | 0.7 (33.3)                                        | 6.1 (43.0)                                        | 12.6 (54.7)                                       | 18.2 (64.8)                                       | 22.7 (72.9)                                       | 25.3 (77.5)                                       | 26.1 (79.0)                                       | 21.7 (71.1)                                       | 15.0 (59.0)                                       | 7.5 (45.5)                                        | 0.2 (32.4)                                        | 12.8 (55.0)                                       |
| 일평균 최저 기온 °C (°F)                                | −5.5 (22.1)                                       | −3.2 (26.2)                                       | 1.9 (35.4)                                        | 8.0 (46.4)                                        | 13.5 (56.3)                                       | 18.7 (65.7)                                       | 22.3 (72.1)                                       | 22.9 (73.2)                                       | 17.7 (63.9)                                       | 10.6 (51.1)                                       | 3.5 (38.3)                                        | −3.4 (25.9)                                       | 8.9 (48.0)                                        |
| 역대 최저 기온 °C (°F)                                  | −22.5 (−8.5)                                      | −19.6 (−3.3)                                      | −14.1 (6.6)                                       | −4.3 (24.3)                                       | 2.4 (36.3)                                        | 8.8 (47.8)                                        | 12.9 (55.2)                                       | 13.5 (56.3)                                       | 3.2 (37.8)                                        | −5.1 (22.8)                                       | −11.9 (10.6)                                      | −23.1 (−9.6)                                      | −23.1 (−9.6)                                      |
| 평균 강수량 mm (인치)                                   | 16.8 (0.66)                                       | 28.2 (1.11)                                       | 36.9 (1.45)                                       | 72.9 (2.87)                                       | 103.6 (4.08)                                      | 129.5 (5.10)                                      | 414.4 (16.31)                                     | 348.2 (13.71)                                     | 141.5 (5.57)                                      | 52.2 (2.06)                                       | 51.1 (2.01)                                       | 22.6 (0.89)                                       | 1,417.9 (55.82)                                   |
| 평균 강수일수 (≥ 0.1 mm)                                | 6.1                                               | 5.8                                               | 7.0                                               | 8.4                                               | 8.6                                               | 9.9                                               | 16.3                                              | 14.7                                              | 9.1                                               | 6.1                                               | 8.8                                               | 7.8                                               | 108.6                                             |
| 평균 강설일수                                           | 7.1                                               | 5.1                                               | 2.8                                               | 0.2                                               | 0.0                                               | 0.0                                               | 0.0                                               | 0.0                                               | 0.0                                               | 0.0                                               | 2.3                                               | 6.4                                               | 23.9                                              |
| 평균 상대 습도 (%)                                      | 56.2                                              | 54.6                                              | 54.6                                              | 54.8                                              | 59.7                                              | 65.7                                              | 76.2                                              | 73.5                                              | 66.4                                              | 61.8                                              | 60.4                                              | 57.8                                              | 61.8                                              |
| 평균 월간 일조시간                                      | 169.6                                             | 170.8                                             | 198.2                                             | 206.3                                             | 223.0                                             | 189.1                                             | 123.6                                             | 156.1                                             | 179.7                                             | 206.5                                             | 157.3                                             | 162.9                                             | 2,143.1                                           |
| 출처: 기상청 (평년값: 1991년~2020년, 극값: 1907년~현재) |                                                   |                                                   |                                                   |                                                   |                                                   |                                                   |                                                   |                                                   |                                                   |                                                   |                                                   |                                                   |                                                   |

## 같이 보기
- 한국의 지리
- 서울